# Logis de la Teillais
 (mars 2025).
Si vous disposez d'ouvrages ou d'articles de référence ou si vous connaissez des sites web de qualité traitant du thème abordé ici, merci de compléter l'article en donnant les références utiles à sa vérifiabilité et en les liant à la section « Notes et références ».
Le logis de la Teillais à Laigné est un manoir en Mayenne, construit en 1778. Il est inscrit au titre des Monuments historiques depuis le 30 octobre 1990.
Le ruisseau de la Teillais est un affluent de l'Uzure d'une longueur de 800 m.

## Désignation
- Village de la Teillais, 1643 (Registre paroissial).
- Theillée (Cadastre).
- Le Teillé (État-Major).

## Description
Le manoir possède une chapelle néogothique et des jardins enclos sud et nord. Il est à l'origine une demeure d'un marchand linier.

## Sieurs ou dame
- Guyonne de Montbourcher, femme de N. de la Chesnaye, 1614, morte de la contagion, 1638.
- André de la Chesnaye et Renée Moreau, sa femme, font baptiser à Niafles, André, 1614 ; René, 1616 ; Gilles, 1623.
- René de Guelfron, sieur de la Forge, mari de Françoise de Lévision, qui y demeure, 1643.
- Jean Bodinier, marchand, époux de Françoise de Guelfron, 1668.
- René Minault, écuyer, sieur de la Maison-Neuve, mari d'Anne Bodinier, 1694, 1697.
- René Chartier, 1724.

### Liens
- Ressource relative à l'architecture :   - Mérimée